# Эпов, Александр Фадеевич
Эпов Александр Фадеевич (10 декабря 1946 года с. Ковыли, Краснокаменский р-н, Читинская область, СССР — 31 мая 2013 года, г. Чита, РФ) российский политический деятель. Председатель Читинской областной думы третьего созыва.
Родился в семье крестьян. В 1970 году окончил обучение на агрономическом факультете Бурятского сельскохозяйственного института. После чего вернулся в село Ковыли и начал работать агрономом. Затем был назначен на должность главного агронома совхоза «Степной» в Забайкальском районе. С 1975 года — председатель колхоза «Аргунь». С 1983 года — директор  совхоза «Целинный».
В 1988 году был избран вторым секретарем Краснокаменского горкома, затем — первым секретарем Забайкальского райкома КПСС. В 1991 году стал председателем Читинского областного совета народных депутатов. С 1994 года возглавлял сельскохозяйственный отдел ЗабЖД.
В 1996 году был избран депутатом Читинской областной думы второго созыва. В 2000 году — депутатом областной думы третьего созыва, где стал её председателем. В Читинской областной думе четвертого созыва, с 2004 года, занял пост заместителя председателя.
Скончался вечером 31 мая 2013 года. 